# Batalla de Ormáiztegui
La Batalla de Ormáiztegui fue un combate entre las fuerzas Carlistas e Isabelinas en el ámbito de la Primera Guerra Carlista el día 3 de enero de 1835.

## La batalla
Zumalacárregui pasó a principios de 1835 desde Navarra a Guipúzcoa con 2.000 hombres, con el objetivo de luchar con los Peseteros de "Artzain" (Gaspar de Jáuregui). Se acercó a Villarreal de Urrechua en busca de voluntarios liberales pero estaban en Vergara, bajo el mando del general Carratalá y bajo la protección del ejército. Un total de 8,000 soldados formaron parte del ejército, con la presencia de otros generales: Espartero, Lorenzo, Iriarte y Quintana. Todos estos, después de saber que estaban cerca de Zumalacárregui y apoyándose en su superioridad numérica, atacaron Ormáiztegui el 2 de enero.
Los carlistas esperaban en la montaña entre Mutiloa y Ormáiztegui. Las peleas fueron muy duras, los liberales cargaban con las bayonetas continuamente pero los carlistas mantuvieron sus posiciones hasta la puesta del sol. Por la noche, los carlistas se reunieron en Segura, mientras que los liberales en Ormáiztegui, mientras tanto, 500 cuerpos de cada bando yacían en el bosque  Al día siguiente, los liberales comenzaron a atacar de nuevo, sin embargo, este ataque fue más calmado que el del día anterior. Jauregi se retiró a Ordizia, mientras que Carratalá y otros se trasladaron a Vergara, arrastrando con sí a los carlistas.
Los liberales intentaron cubrir el fracaso haciendo sonar las campanas de la victoria en San Sebastián. Hubo un hombre que tras contar la verdad fue llevado a la cárcel. Finalmente el verdadero resultado se supo.